# 巴塔戈尼牙鮃
巴塔戈尼牙鮃為輻鰭魚綱鰈形目鰈亞目牙鮃科的其中一種，為亞熱帶海水魚，分布於東南太平洋智利及西南大西洋巴西里約熱內盧至巴塔哥尼亞海域，棲息深度6-200公尺，體長可達48公分，棲息在沙底質底層水域，以魚類及蝦子為食，其生活習性不明，可做為食用魚。

## 扩展阅读
維基物種上的相關：巴塔戈尼牙鮃